# Райка Савін'ї
Райка Савін'ї (Hyla savignyi) — вид земноводних з роду Райка родини Райкові. Інша назва «малоазійська райка». Отримала свою назву на честь французького зоолога Жюля Сезара Савін'ї.

## Опис
Загальна довжина досягає 47 мм. Доволі схожа на звичайну райку. На відміну від останньої темна смуга, що розділяє забарвлення верхньої та нижньої частин тіла, не утворює пахової петлі. Знизу лимонного або червонуватого кольору. Забарвлення може змінюватися буквально на очах, в залежності від кольору субстрату і фізіологічного стану.

## Спосіб життя
На відміну від звичайної райки мешкає у більш посушливих умовах, дотримуючись переважно напівпустельній або пустельній місцевості. Полюбляє місцини серед чагарнику, заростей верби або очерету поблизу водойм і в вологих місцях, у трав'янистому покриві, на узліссях низинних і передгірних лісів. Її можна зустріти і на безлісних випалених сонцем гірських схилах, де вона тримається в траві або у заростях верблюжої колючки. Трапляється також у населених пунктах, в садах. У горах зустрічається на висоті 400–1800 м над рівнем моря.
Веде потайний спосіб життя, годинами знаходячись без руху. З настанням сутінків стає активною і полює на здобич — комахами (двокрилими, жуками, перетинчастокрилими) й павуками.
На зимівлю йде у листопаді. Зимує в норах, під корінням дерев. При теплій погоді активна майже усю зиму.
Навесні з'являється на початку березня — у квітні. Розмноження проходить у квітні. Самиця кількома порціями відкладає 800–1000 ікринок. До кінця липня — початку серпня пуголовки завершують метаморфоз.

## Поширення
Населяє південні райони Грузії, Вірменії та Азербайджану (крім північного сходу), широко поширена в гірських районах Передньої Азії на південь до Аравійського півострова і на схід до Ірану (провінція Мазендеран), а також на Кіпрі та Синайському півострові.